# Chrabuzna
Chrabuzna (ukr. Храбузна, pol. Chrabużna) – wieś na Ukrainie, w obwodzie chmielnickim, w rejonie połońskim

## Położenie
Na podstawie Słownika geograficznego Królestwa Polskiego i innych krajów słowiańskich to: wieś w pow. nowogradwołyńskim, gmina Kustowce, obecnie własność Czarneckich.